# THE LAST LIVE〜最後の夜〜
『THE LAST LIVE〜最後の夜〜』（ザ・ラスト・ライブ さいごのよる）は、日本のロックバンドX JAPANが1997年の12月31日に東京ドームで行った解散コンサート。

## 解説
X JAPANは、1997年9月22日に解散を発表し、同年12月31日に本ライブを行った。（開催の発表は同年11月）
例年(1993年～1996年)、X JAPANは、東京ドームライブを12月30日31日の2DAYSで行なっていたが、本コンサートは、1日のみであった。
チケットは、S席11,000円、A席10,000円、B席9,000円であった。なお、収容人数を確保するため、ステージの後ろ側から見る席(A席)も用意されることになった。
解散するにあたりYOSHIKIとTOSHIに確執が生まれていた。
3曲目の「SCARS」演奏後に、TOSHIがMCに詰まる場面がある。側にいたHIDEが、「TOSHIくん、パーッと。パーッと。」と声をかけている。このわずかなやりとりが、TOSHIとHIDEの最後のコミュニケーションとなる。
4曲目の「DAHLIA」演奏中、ドラムを叩くYOSHIKIの背後でTOSHIが歌う場面があるが、YOSHIKIは複雑な表情をしている。演奏終了後、YOSHIKIがドラムを破壊する。
10曲目の 紅でも、TOSHIがYOSHIKIに向かって歌う場面があるが、YOSHIKIはTOSHIと目を合わせていない。
アンコール2曲目の「Forever Love」演奏時に、YOSHIKIとTOSHIが抱き合うシーンがある。
後日談で、ドラムソロを終えたYOSHIKIが花道を通り「Forever Love」を歌うTOSHIに対して、
「最初はぶんなぐってやろうと思っていました。でも、そこにいたのは、幼馴染のTOSHIだった。」
と語っている。
この他、ライブの代表曲「X」で「飛べ飛べ飛べ飛べ……」の掛け声はHIDEが行うのだが、本ライブではYOSHIKIが行っている。
ライブの最後、新曲、また最後の曲として「THE LAST SONG」が披露された後、SEとして「Tears」が流れるメンバーが去った後のステージでは、これまでのXの歴史を振り返るフイルムが流された。またそのフィルムの最後では、これまで応援してくれたファンに対する、X JAPANメンバー一同のメッセージが表示された。「Tears」の最後にはドームに花火が上がり、正式にライブ終了となる。
終了直後にX JAPANは渋谷のNHKホールに移動して『第48回NHK紅白歌合戦』に出演し「Forever Love」を演奏したが、TOSHIの喉はすでに限界であり、満足に歌唱できる状態ではなかった。
終了後の1998年1月4日深夜帯にTBSが民放地上波としては極めて異例のノーカットの放送をした。その後、1月30日にNHK BS2においても放送され、さらに2月1日にはCSのスペースシャワーTVにおいても放送された。ただし、いずれの放送も諸事情により一部編集されている。
前述の通り、YOSHIKIはこのコンサートも『紅白』も「最後ではない」とし、2000年に再結成をする計画を進めていたが（HIDEが死去した際に公表）、HIDEの急逝で計画は幻となった。X JAPANは解散ライブの後からの約10年間、コンサートを開催することはなく（HIDEの葬儀時を除く）、またYOSHIKIとTOSHIが面会することすらなかった。
しかし、2007年に事態は急転し、X JAPANは再結成を果たすこととなる（詳しくは「X JAPAN」、「攻撃再開 2008 I.V.〜破滅に向かって〜」の項を参照）。
現在は廃盤となっている『THE LAST LIVE VIDEO』（DVD、VHS）にはMCや20分以上に及ぶアンコールの映像まで収録されているが、「ENDLESS RAIN」以降の模様は収録されておらず、以降の模様は、TV放送物と「THE LAST SONG」のCD-EXTRAでしか視聴できない状態にあった（音声のみであれば、ライブCD『The Last Live』で聞くことができた）。
2011年6月11日、YOSHIKIの公式twitterにて、13年越しの編集作業が終了したと書き込みがあった。これほどの時間がかかった理由は、YOSHIKI曰く「辛くて最後まで見られなかったから」。
2011年8月27日にavexの夏フェス「a-nation'11」に出演した際に完全版DVDが10月26日に発売されることがアナウンスされ、10月26日に、通常版と当時のパンフレットの縮小復刻版などが付いたコレクターズBOXの２パッケージで『X JAPAN THE LAST LIVE 完全版』として発売された。
2013年9月25日に『X JAPAN THE LAST LIVE 完全版』の内容がアップコンバートされ、Blu-ray Disc形式で発売された。単体の通常版と、完全生産限定の1993年、1994年、1996年の東京ドームでのライブ(いずれも既にDVD化されていたのもの)とのBOX販売となる『X JAPAN Blu-ray BOX』の2パッケージで発売された。

## 参加メンバー
- YOSHIKI　（ドラムス＆ピアノ）
- TOSHI　（ボーカル）
- HIDE　（ギター）
- PATA　（ギター）
- HEATH　（ベース）

## 演奏曲
セットリスト
- Amethyst (S.E.)
- Rusty Nail
- WEEK END
- SCARS
- DAHLIA
- Drum Break
- DRAIN
- Piano Solo
- CRUCIFY MY LOVE
- Longing 〜跡切れたmelody〜
- 紅
- Orgasm

アンコール1
- DRUM SOLO
- Forever Love

アンコール2
- PROLOGUE (〜WORLD ANTHEM) (S.E.)
- X
- ENDLESS RAIN

アンコール3
- Say Anything (S.E.)
- THE LAST SONG
- Tears (S.E.)

閉演
- UNFINISHED (S.E.)
- Forever Love (Last Mix) (S.E.)